# Berlín, Guanajuato
Berlín är en ort i Mexiko.   Den ligger i kommunen San Luis de la Paz och delstaten Guanajuato, i den centrala delen av landet, 260 km nordväst om huvudstaden Mexico City. Berlín ligger 2 013 meter över havet och antalet invånare är 258.
Terrängen runt Berlín är en högslätt, och sluttar söderut. Runt Berlín är det ganska tätbefolkat, med 52 invånare per kvadratkilometer. Närmaste större samhälle är San Luis de la Paz, 12,5 km öster om Berlín. Trakten runt Berlín består till största delen av jordbruksmark.